# オードリーのシャンプーおじさん
「オードリーのシャンプーおじさん」は、2009年4月7日から2012年3月28日まで文化放送で放送していた、オードリー（春日俊彰・若林正恭）がパーソナリティを務めたラジオ番組。略称は「シャンおじ」で、オードリーの二人も使用していた。

## 概要
オードリーにとってはテレビ・ラジオを含めて初の冠番組となる。番組タイトルの由来は、倹約家の春日がコインシャワーを4分で済ませたいがために、シャンプーをしながら自宅からコインシャワーに移動する様子を、近所の子供達が目撃して付けたあだ名からきている。また、オードリー初の単独ライブと同名タイトルである。
番組初期のオープニングトークの導入は「ども、オードリーの○○の方」と何かを例えてから二人の紹介が始まった。その後はフリートーク→CM→ゲストコーナー（本編）→CM→ネタポリス→CM→エンディングと続いた（2011年4月6日分の放送からはフリートーク→ゲストコーナー(本編)→エンディングとなっていた）。
2011年3月まではトヨタ自動車の一社提供による冠スポンサー番組であった。スポンサー名義およびそれに伴う冠タイトルはその都度変えていた（冠タイトルは「スポンサー名」+「プレゼンツ」と表記）。以下参照。
- 開始 - 2010年3月…『TOYOTA クルマニヨン PROJECT プレゼンツ』（トヨタ クルマニヨン プロジェクト プレゼンツ）
- 2010年4月 - 2010年11月…『TOYOTA メタポリス プレゼンツ』（トヨタ メタポリス プレゼンツ）[1]
- 2010年12月 - 2011年3月…『GAZOO メタポリス プレゼンツ』（ガズー メタポリス プレゼンツ）

また、2011年4月初旬までは、数日遅れで一部のNRN系列局でもネットされたほか、2010年4月から2011年3月はインターネットラジオとして地上波未放送分を含め収録・編集された『シャンおじアネックス』がメタポリスおよびメタポリス公式ウェブサイトで配信された。
2011年4月よりノンスポンサーとなり、冠タイトルも消滅。同時に文化放送のみの関東ローカル番組となった。

## 放送時間
- 文化放送 毎週水曜 21:30 - 22:00（『文化放送ライオンズナイター』が延長した場合繰り下げ。2010年9月28日までは、毎週火曜の同時間帯に放送しており、ナイターが22時以降も試合が続いた場合は放送を中止して該当回を裏送りにしていた。その後はナイターに延長制限があるため遅くとも22:10には開始）
- 北海道放送 毎週日曜 21:30 - 22:00（2010年4月 - 2011年4月3日）
- 東海ラジオ 毎週日曜 21:00 - 21:30（2009年10月11日 - 2011年4月3日）
- 朝日放送 毎週月曜 21:30 - 22:00（2009年4月 - 2011年4月4日。2009年7月までは毎週日曜 21:30 - 22:00）
- 九州朝日放送 毎週日曜 21:00 - 21:30（2010年4月 - 2011年4月3日。唯一本番組と『オードリーのオールナイトニッポン』（ニッポン放送制作）の両方を放送した局だった）

## コーナー
いずれも投稿されたネタを紹介するコーナー。
ネタポリス
「TOYOTA メタポリス」提供当時放送。いわゆる大喜利コーナー。テーマは毎回変わる。投稿されたネタから数通、ヤバネタも毎回発表していく。
今このタイミングで春日の事を好きだと言っている有名人。
先のコーナー若林を好きだと言っていた有名人はなかなかリスナーから募集が無かったので急遽春日の発言でこのコーナーに変った。同様にタイトル通りリスナーから春日を今このタイミングで好きだと言っていた有名人の目撃談を募集するコーナー。
春日さんは実はこんな女性が好きなんじゃないですか?
2010年10月13日の放送分で急遽替わって募集されたコーナー。
無駄ニュースおじさん
初期の頃放送。くだらないニュースを紹介するコーナー。
あるあるおじさん
初期の頃放送。あるあるネタ・ないないネタを紹介するコーナー。
オードリー春日の質問コーナー
初期の頃放送。「春日に答えられない質問はない!」というキャッチフレーズのもと、春日が投稿された質問に回答。
こんな商品があったらいいな!ドリームグッズプロジェクト
2011年10月5日の放送分から末期にかけて放送されたコーナー。まだこの世には存在はしていないが「あったら楽しい!あったら便利!」と思う夢のような商品を募集していくコーナー。

## ゲスト
収録が基本的に2本撮りであるため、ゲストも2週続けて出演する形となっている。
| 2009年放送のゲスト一覧        | 2009年放送のゲスト一覧 | 2009年放送のゲスト一覧 | 2009年放送のゲスト一覧                                                               |
| 日時                          | 回数                   | ゲスト                 | 備考                                                                                 |
| ----------------------------- | ---------------------- | ---------------------- | ------------------------------------------------------------------------------------ |
| 2009年4月21日 2009年4月28日   | 第3回 第4回            | 南明奈                 |                                                                                      |
| 2009年5月5日 2009年5月12日    | 第5回 第6回            | 竹山隆範(カンニング)   |                                                                                      |
| 2009年5月19日 2009年5月26日   | 第7回 第8回            | 森公美子               |                                                                                      |
| 2009年6月2日 2009年6月9日     | 第9回 第10回           | はなわ                 |                                                                                      |
| 2009年6月16日 2009年6月23日   | 第11回 第12回          | どきどきキャンプ       |                                                                                      |
| 2009年6月30日 2009年7月7日    | 第13回 第14回          | 島田秀平               |                                                                                      |
| 2009年7月14日 2009年7月21日   | 第15回 第16回          | U字工事                |                                                                                      |
| 2009年7月28日 2009年8月4日    | 第17回 第18回          | 大旗一生               | お台場のMEGA WEBで公開録音が行われた                                                 |
| 2009年8月11日 2009年8月18日   | 第19回 第20回          | 島崎俊郎               |                                                                                      |
| 2009年8月25日 2009年9月1日    | 第21回 第22回          | つぶやきシロー         | 第21回はナイター延長のためキー局では未放送                                           |
| 2009年9月8日 2009年9月15日    | 第23回 第24回          | 里田まい               | オードリーがインフルエンザで休んだため代打でどきどきキャンプがパーソナリティを務めた |
| 2009年9月22日 2009年9月29日   | 第25回 第26回          | 水道橋博士(浅草キッド) |                                                                                      |
| 2009年10月6日 2009年10月13日  | 第27回 第28回          | 大島麻衣               |                                                                                      |
| 2009年10月20日 2009年10月27日 | 第29回 第30回          | 髭男爵                 |                                                                                      |
| 2009年11月3日 2009年11月10日  | 第31回 第32回          | 夙川アトム             |                                                                                      |
| 2009年11月17日 2009年11月24日 | 第33回 第34回          | 吉高由里子             | 同時期にオードリーとトヨタ自動車「ラクティス」のCMで共演。                           |
| 2009年12月1日 2009年12月8日   | 第35回 第36回          | なし                   | 公開録音につきゲストはいなかった                                                     |
| 2009年12月15日 2009年12月22日 | 第37回 第38回          | エルシャラカーニ       |                                                                                      |
| 2009年12月29日                | 第39回                 | 小島よしお             |                                                                                      |

| 2010年放送のゲスト一覧        | 2010年放送のゲスト一覧 | 2010年放送のゲスト一覧              | 2010年放送のゲスト一覧                                         |
| 日時                          | 回数                   | ゲスト                              | 備考                                                           |
| ----------------------------- | ---------------------- | ----------------------------------- | -------------------------------------------------------------- |
| 2010年1月5日                  | 第40回                 | 小島よしお                          |                                                                |
| 2010年1月12日 2010年1月19日   | 第41回 第42回          | ガレッジセール                      |                                                                |
| 2010年1月26日 2010年2月2日    | 第43回 第44回          | はなわ 中野腐女子シスターズ         | 春日が骨折で静養中だったため若林が一人でパーソナリティを務めた |
| 2010年2月9日 2010年2月16日    | 第45回 第46回          | 島田秀平                            |                                                                |
| 2010年2月23日 2010年3月2日    | 第47回 第48回          | ハライチ                            |                                                                |
| 2010年3月9日 2010年3月16日    | 第49回 第50回          | スザンヌ                            |                                                                |
| 2010年3月23日 2010年3月30日   | 第51回 第52回          | ゆったり感                          |                                                                |
| 2010年4月6日 2010年4月13日    | 第53回 第54回          | スピードワゴン                      |                                                                |
| 2010年4月20日 2010年4月27日   | 第55回 第56回          | U字工事                             |                                                                |
| 2010年5月4日 2010年5月11日    | 第57回 第58回          | ヒロシ                              |                                                                |
| 2010年5月18日 2010年5月25日   | 第59回 第60回          | 兵藤ゆき                            |                                                                |
| 2010年6月1日 2010年6月8日     | 第61回 第62回          | 山田優 XICO(PENGIN)                 |                                                                |
| 2010年6月15日 2010年6月22日   | 第63回 第64回          | 狩野英孝                            |                                                                |
| 2010年6月29日 2010年7月6日    | 第65回 第66回          | 熊谷育美                            |                                                                |
| 2010年7月13日 2010年7月20日   | 第67回 第68回          | 玉袋筋太郎(浅草キッド)              |                                                                |
| 2010年7月27日 2010年8月3日    | 第69回 第70回          | ハマカーン                          |                                                                |
| 2010年8月10日 2010年8月17日   | 第71回 第72回          | 磯山さやか                          |                                                                |
| 2010年8月24日 2010年8月31日   | 第73回 第74回          | 安倍なつみ                          |                                                                |
| 2010年9月7日 2010年9月14日    | 第75回 第76回          | 原口あきまさ                        |                                                                |
| 2010年9月21日 2010年9月28日   | 第77回 第78回          | ロッチ                              |                                                                |
| 2010年10月6日 2010年10月13日  | 第79回 第80回          | トリンドル玲奈                      |                                                                |
| 2010年10月20日 2010年10月27日 | 第81回 第82回          | 小川紗季(スマイレージ)              |                                                                |
| 2010年11月3日                 | 第83回                 | 山崎弘也(アンタッチャブル)          | ナイター延長のためキー局では未放送                             |
| 2010年11月10日                | 第84回                 | 赤園虎次郎(腐男塾) 瀬斗光黄(腐男塾) |                                                                |
| 2010年11月17日 2010年11月24日 | 第85回 第86回          | Juliet                              |                                                                |
| 2010年11月25日                | 特別回                 | 山崎弘也(アンタッチャブル)          | 放送枠を別曜日にとって第83回分を特別に放送した                 |
| 2010年12月1日 2010年12月8日   | 第87回 第88回          | 林田健司                            |                                                                |
| 2010年12月15日 2010年12月22日 | 第89回 第90回          | マシンガンズ                        |                                                                |
| 2010年12月29日                | 第91回                 | THE GEESE                           |                                                                |

| 2011年放送のゲスト一覧        | 2011年放送のゲスト一覧 | 2011年放送のゲスト一覧                              | 2011年放送のゲスト一覧 |
| 日時                          | 回数                   | ゲスト                                              | 備考                   |
| ----------------------------- | ---------------------- | --------------------------------------------------- | ---------------------- |
| 2011年1月5日                  | 第92回                 | THE GEESE                                           |                        |
| 2011年1月12日                 | 第93回                 | 近藤さや香(SDN48)                                   |                        |
| 2011年1月19日                 | 第94回                 | 近藤さや香(SDN48) チェン・チュー                    |                        |
| 2011年1月26日 2011年2月2日    | 第95回 第96回          | 前田健                                              |                        |
| 2011年2月9日 2011年2月16日    | 第97回 第98回          | 岡本夏生                                            |                        |
| 2011年2月23日 2011年3月2日    | 第99回 第100回         | 流れ星                                              |                        |
| 2011年3月9日 2011年3月16日    | 第101回 第102回        | 瞬間メタル                                          |                        |
| 2011年3月23日 2011年3月30日   | 第103回 第104回        | 松山メアリ                                          |                        |
| 2011年4月6日 2011年4月13日    | 第105回 第106回        | バッファロー吾郎                                    |                        |
| 2011年4月20日 2011年4月27日   | 第107回 第108回        | 田中れいな(モーニング娘。) 光井愛佳(モーニング娘。) |                        |
| 2011年5月4日 2011年5月11日    | 第109回 第110回        | 堀井新太(D☆DATE)                                    |                        |
| 2011年5月18日 2011年5月25日   | 第111回 第112回        | 矢井田瞳                                            |                        |
| 2011年6月1日 2011年6月8日     | 第113回 第114回        | 天津                                                |                        |
| 2011年6月15日 2011年6月22日   | 第115回 第116回        | 田中圭                                              |                        |
| 2011年6月29日 2011年7月6日    | 第117回 第118回        | WISE                                                |                        |
| 2011年7月13日 2011年7月20日   | 第119回 第120回        | 佐久間一行                                          |                        |
| 2011年7月27日 2011年8月3日    | 第121回 第122回        | 南條有香                                            |                        |
| 2011年8月10日 2011年8月17日   | 第123回 第124回        | U字工事                                             |                        |
| 2011年8月24日 2011年8月31日   | 第125回 第126回        | もう中学生                                          |                        |
| 2011年9月7日 2011年9月14日    | 第127回 第128回        | 品川祐(品川庄司)                                    |                        |
| 2011年9月21日 2011年9月28日   | 第129回 第130回        | PureBoys                                            |                        |
| 2011年10月5日 2011年10月12日  | 第131回 第132回        | 谷桃子                                              |                        |
| 2011年10月19日 2011年10月26日 | 第133回 第134回        | 小島よしお                                          |                        |
| 2011年11月2日 2011年11月9日   | 第135回 第136回        | 永井大                                              |                        |
| 2011年11月23日 2011年11月30日 | 第137回 第138回        | インパルス                                          |                        |
| 2011年12月7日 2011年12月14日  | 第139回 第140回        | 我が家                                              |                        |
| 2011年12月21日 2011年12月28日 | 第141回 第142回        | HEY!たくちゃん                                      |                        |

| 2012年放送のゲスト一覧      | 2012年放送のゲスト一覧 | 2012年放送のゲスト一覧 | 2012年放送のゲスト一覧 |
| 日時                        | 回数                   | ゲスト                 | 備考                   |
| --------------------------- | ---------------------- | ---------------------- | ---------------------- |
| 2012年1月4日 2012年1月11日  | 第143回 第144回        | 鈴木亜美               |                        |
| 2012年1月18日 2012年1月25日 | 第145回 第146回        | Hi-Hi                  |                        |
| 2012年2月1日 2012年2月8日   | 第147回 第148回        | てんちむ(橋本甜歌)     |                        |
| 2012年2月15日 2012年2月22日 | 第149回 第150回        | Do As Infinity         |                        |
| 2012年2月29日 2012年3月7日  | 第151回 第152回        | 鈴木奈々               |                        |
| 2012年3月13日 2012年3月21日 | 第153回 第154回        | 中島早貴 岡井千聖      |                        |